# Ren Zhengfei
Ren Zhengfei (China, 25 de outubro de 1944) é um empresário e engenheiro chinês. Ele é fundador e CEO da Huawei, com sede em Shenzhen, a maior fabricante de equipamentos de telecomunicações e a segunda maior fabricante de smartphones. Em 2019, apareceu na lista de 100 pessoas mais influentes do ano pela Time.